# Katrina and the Waves
Katrina and the Waves — британско-американская поп-рок-группа, победившая на конкурсе Евровидение в 1997 году.
Группа была создана в Кембридже в 1981 году гитаристом группы «Soft Boys» Кимберли Рью под названием «The Ways». В состав коллектива также вошли ударник Алекс Купер и два американца — гитаристка Катрина Лесканич и бас-гитарист Винс Де Ла Круз. Вскоре в роли вокалиста группы Рью сменила Лесканич, и её имя было решено внести в название группы.
В 1983 году музыканты подписали контракт с канадской студией звукозаписи «Attic», а в 1983 — c американской фирмой «Capitol». Выпущенный ею альбом «Katrina & The Waves» имел успех как в США, так и в Европе, а записанная на нём композиция «Walking On Sunshine» стала хитом, заняв восьмое место в британских и девятое — в американских чартах. Как следствие, группа была выдвинута на премию «Грэмми» в номинации «Лучший новый артист». Впоследствии группа подписала контракт с фирмой «SBK Records», но особых успехов в США музыканты больше не добились.
После возвращения в Великобританию в 1997 году группа победила на конкурсе Евровидение с песней «Love Shine A Light» (в аранжировке Дона Эйри), которая затем заняла третье место в британском, а также второе — в австрийском и норвежском хит-парадах. Успех песни помог музыкантам заключить контракт с компанией «Warner» и выпустить новый альбом «Walk On Water». Однако в 1999 году коллектив распался, и его участники продолжили самостоятельные выступления.

## Дискография
- Shock Horror (1983)
- Walking on Sunshine (1983)
- Katrina and the Waves 2 (1984)
- Katrina and the Waves (1985)
- Waves (1986)
- Break of Hearts (1989)
- Pet The Tiger (1991)
- Edge of the Land (1993)
- Turnaround (1994)
- Walk on Water (1997)